# Вулиця 9 Липня
Вулиця 9 Липня (ісп. Avenida 9 de Julio) — проспект у місті Буенос-Айрес, Аргентина. Отримав свою назву на честь Дня проголошення незалежності Аргентини 9 липня 1816 року.

## Географія
Проспект починається приблизно за 1 км на захід від набережної Ріо-де-ла-Плати, з району Ретіро та пролягає до станції Конституції у південній частині міста. Має до семи смуг руху у кожному напрямку.
Північна частина вулиці перетинається зі швидкісною трасою Артуро Ільїя (з'єднує столицю з аеропортом Хорхе Ньюбері та Панамериканським шосе) та з вулицею Лібертадор. У південній частині вулиця 9 Липня сполучається з вулицею 25 Травня (обслуговує західну частину Великого Буенос-Айреса, а також з'єднує столицю з міжнародним аеропортом Міністро Пістаріні). Окрім цього вулиця 9 Липня забезпечує вихід до двох швидкісних трас, які сполучають столицю з Ла-Платою та Мар-дель-Платою.
Вважається однією із найширших вулиць світу (від 110 до 140 м завширшки). Перехід вулиці у деяких місцях може займати до декількох хвилин, а перейти її в один етап можна тільки бігом. Деякі міські архітектори представили проект будівництва кількох підземних переходів, щоб полегшити транспортну та пішохідну ситуацію на вулиці.

## Історія

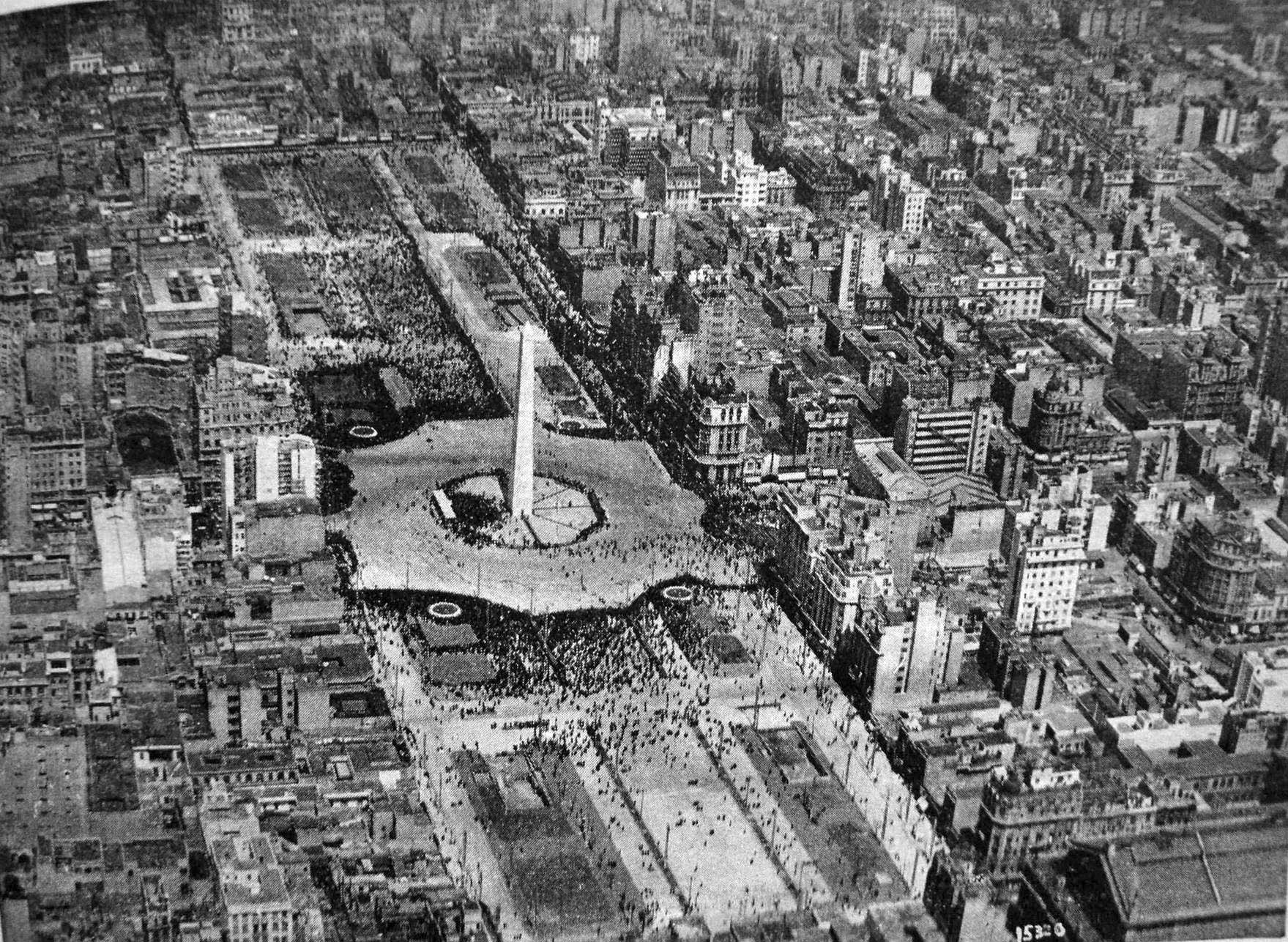
Вулиця та Обеліск на ній у 1937 році

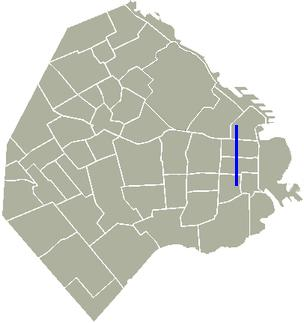
Вулиця 9 Липня на карті Буенос-Айреса

Перший проспект вулиці народився у 1888 році, тоді вона мала назву Айоума; проте будівництву нової дороги тривалий час протистояли місцеві жителі та власники, які б постраждали внаслідок прокладення вулиці, саме тому будівництво не починалось до 1935 року. Першу ділянку вулиці було здано в експлуатацію 9 липня 1937 року, остаточно ж вулиця була завершена у 1960-их роках. Будівництво південних розв'язок було завершено у 1980 році.
За напрямком проспекту прокладено Лінію C метрополітену Буенос-Айреса. Лінії А, В, D і Е мають станції у місцях перетину ліній з вулицею 9 Липня. Планується сполучити лінію С із залізничною Лінією Генерала Рока. 

## Пам'ятки
Головні пам'ятки, що розташовані на вулиці 9 Липня, з півночі на південь:
- Французьке посольство: уряд Франції відмовився віддати будівлю під знесення, тим більше, що будівля вважається архітектурним шедевром[1].
- Театр Колон
- Західний краї вулиці Лавалля, пішохідної вулиці, раніше відомої завдяки численним кінотеатрам
- Обеліск та площа Республіки
- Пам'ятник Дон Кіхоту на перетині з Авеніда де Майо
- Станція та площа Конституції

|  |  |  |  |